# Malo (eiland)
Malo is een eiland in Vanuatu. Het is 176 km² groot en het hoogste punt is 364 meter.
De volgende zoogdieren komen er voor:
- Pteropus anetianus
- Tongavleerhond (Pteropus tonganus)
- Hipposideros cervinus
- Miniopterus australis
- Miniopterus macrocneme
- Chaerephon bregullae